# Кирияківщина
Кирия́ківщина —  село в Україні, у Сумській міській громаді Сумського району Сумської області. Населення становить 15 осіб. Колишній орган місцевого самоврядування — Піщанська сільська рада.

## Географія
Село Кирияківщина знаходиться на відстані 0,5 км від села Рибці (Сумський район) і за 0,5 км від села Житейське. По селу протікає пересихаючий струмок з греблею.

## Історія
12 червня 2020 року, відповідно до розпорядження Кабінету Міністрів України № 723-р «Про визначення адміністративних центрів та затвердження територій територіальних громад Сумської області», село увійшло до складу Сумської міської громади.
19 липня 2020 року, в результаті адміністративно-територіальної реформи та ліквідації Сумського району(1923—2020), увійшло до складу новоутвореного Сумського району.